# Utubius
Utubius is een geslacht van rechtvleugeligen uit de familie Pamphagidae. De wetenschappelijke naam van dit geslacht is voor het eerst geldig gepubliceerd in 1936 door Uvarov.

## Soorten
Het geslacht Utubius  is monotypisch en omvat slechts de volgende soort:
- Utubius syriacus (Bolívar, 1893)